# Норичник узловатый
Нори́чник узлова́тый, или Нори́чник шишкова́тый (лат. Scrophularia nodosa) — многолетнее травянистое растение, вид рода Норичник (Scrophularia) семейства Норичниковые (Scrophulariaceae).

## Ботаническое описание

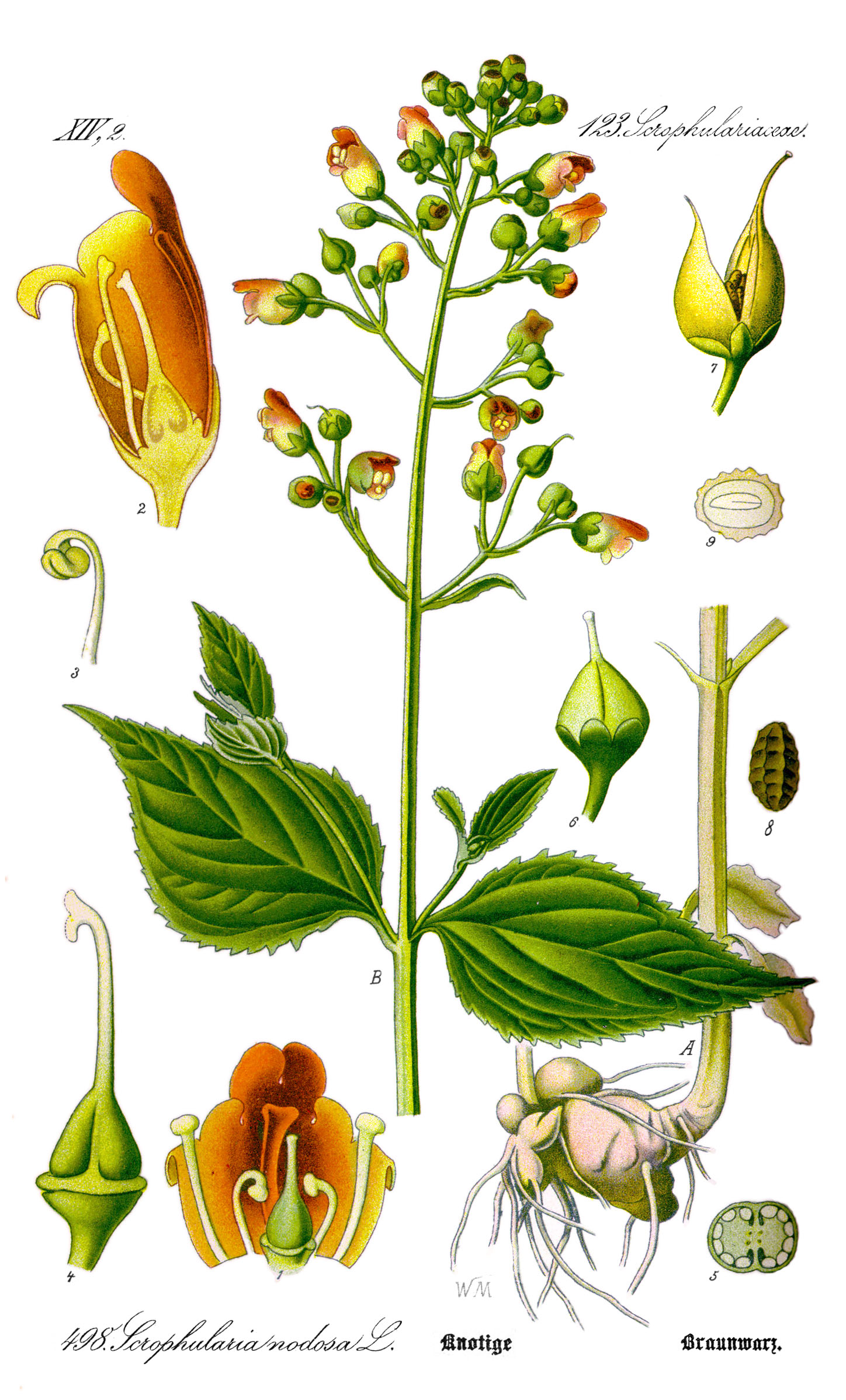

Растение 50—125 см высотой, голое, иногда в соцветии рассеянно железистоопушённое, с клубневидно утолщённым корневищем.
Стебель остро четырёхгранный, прямой.
Листья яйцевидные, 5—17 см длиной, 2—8 см шириной, острые, в основании широко сердцевидные, по краю двояко остропильчатые, на черешках 1—2,5 см длиной.
Прицветнные листья ланцетные или линейно-ланцетные, 0,8—1,3 см длиной, 0,5 мм шириной. Цветки на цветоножках 1 см длиной, покрытых, как и цветоносы бурыми, почти чёрными желёзистыми волосками, по 3—4 в полузонтиках на пазушных цветоносах 1—2 см длиной, в редком, продолговатом, пирамидальном, редком и быть может узком соцветии, 15—45 см длиной, 5—7 см шириной. Прицветники линейные, 1—2 мм длиной, 0,2 мм шириной, острые, в 5—10 раз короче цветоножки. Чашечка 1,7—2,5 мм длиной, голая, доли её широкояйцевидные, тупые, 1,8 мм длиной, 1,5 мм шириной, по краю узко белоплёнчатые. Венчик тёмный, 7—9 мм длиной, оливково- или буро-зелёный, трубка и нижняя часть отгиба большей частью зелёные, верхняя часть и спинка буро-красноватые, лопасти верхней губы вдвое превышают боковые лопасти нижней губы. Тычинки скрытые в венчике, нити их желёзистоопушённые. Стаминодий обратнопочковидный, наверху немного выемчатый, ширина его вдвое превышает длину. Завязь яйцевидная, 5—8 мм длиной и 4—6 мм шириной. Столбик вдвое длиннее завязи.
Коробочка шаровидная или широкояйцевидная, зеленовато-бурая, 5—8 мм длиной, 4—5 мм шириной, заострённая, голая. Семена эллиптические, 0,7 мм длиной, 0,4 мм шириной, тёмно-коричневые. Цветение с мая по август.
Вид описан из Западной Европы.
|                                                                     |  |  |  |  |
| Слева направо: корневище, стебель и листья, соцветие, цветок, плоды |  |  |  |  |

## Распространение и экология
Европа: Австрия, Албания, Бельгия, Болгария, Великобритания, Венгрия, Германия, Греция, Дания, Ирландия, Испания, Италия, Норвегия, Нидерланды, Польша, Румыния, Сербия, Словакия, Финляндия, Франция, Чехия, Швейцария, Швеция; территория бывшего СССР: Белоруссия, Восточная Сибирь (запад), Западная Сибирь, Европейская часть России, Кавказ (Азербайджан, Грузия, Предкавказье), Латвия, Литва, Молдавия, Эстония; Азия: Турция (северо-запад и северо-восток). Растёт повсюду как заносное растение.
Растёт в хвойных и смешанных лесах, среди кустарников, на злаково-разнотравных, сырых и суходольных лугах; в горах до 2200 м над уровнем моря; как сорное во ржи, на заброшенных пашнях, вырубках и около канав.

## Хозяйственное значение и использование
Медоносное растение, хорошо посещаемое пчёлами.
Употребляется в народной медицине.
Ядовит для крупного рогатого скота и лошадей, так как содержит алкалоид скрофулярин.

## Классификация

### Таксономия
- Scrophularia nodosa L., 1753, Sp. Pl. : 619

Вид Норичник узловатый включается в род Норичник (Scrophularia) семейства Норичниковые (Scrophulariaceae) порядка Ясноткоцветные (Lamiales), последовательно входящего в более крупные клады Ламииды → Астериды → Суперастериды → Эвдикоты → Цветковые растения. Таксономическая схема в соответствии с Системой APG IV по состоянию на июнь 2024 года:
|  |                          |  |                                   |                                   |                        |  | еще 23 семейств | еще 23 семейств |                        |  |  |  | еще 296 подтвержденных видов и 42 вида, ожидающих подтверждения |
|  |                          |  |                                   |                                   |                        |  | еще 23 семейств | еще 23 семейств |                        |  |  |  | еще 296 подтвержденных видов и 42 вида, ожидающих подтверждения |
|  |                          |  |                                   | порядок Ясноткоцветные            |                        |  |                 |                 | род Норичник           |  |  |  |                                                                 |
|  |                          |  |                                   | порядок Ясноткоцветные            |                        |  |                 |                 | род Норичник           |  |  |  |                                                                 |
|  | клада Цветковые растения |  |                                   |                                   | семейство Норичниковые |  |                 |                 | вид Норичник узловатый |  |  |  |                                                                 |
|  | клада Цветковые растения |  |                                   |                                   | семейство Норичниковые |  |                 |                 |                        |  |  |  |                                                                 |
|  |                          |  | ещё 63 порядка цветковых растений | ещё 63 порядка цветковых растений |                        |  |                 | еще 59 родов    | еще 59 родов           |  |  |  |                                                                 |
|  |                          |  |                                   | ещё 63 порядка цветковых растений |                        |  |                 |                 | еще 59 родов           |  |  |  |                                                                 |

### Синонимы
- Scrophularia capitata Raf.
- Scrophularia cechica Opiz
- Scrophularia foetida Garsault
- Scrophularia foetida Wydler
- Scrophularia halleri Gueldenst. ex Ledeb.
- Scrophularia hemschinica K.Koch
- Scrophularia italica Mill.
- Scrophularia major Bubani
- Scrophularia nodosa subsp. chamaeneriifolia Schustler
- Scrophularia nodosa subsp. foliosa Sennen
- Scrophularia nodosa unr. variegata G.Cooper ex J.Dix
- Scrophularia nodosa var. montana Stiefelh.
- Scrophularia nodosa var. nitida Regel
- Scrophularia nodosa var. purpurascens Salter ex J.J.Blandy
- Scrophularia nodosa var. serrulata Regel
- Scrophularia nodosa var. viridiflora Wimm. & Grab.
- Scrophularia sckellii Spreng.
- Scrophularia serrulata Small
- Scrophularia ternata Schur
- Scrophularia wirtgenii W.D.J.Koch ex Opiz